# Hoshaanot

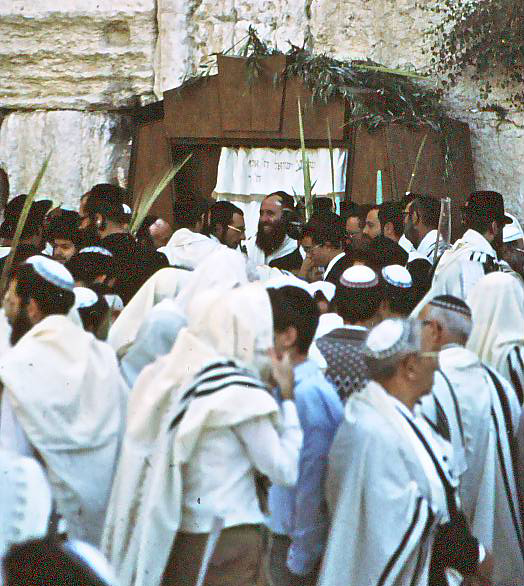
Cérémonie des hoshannot, près du Mur occidental, à Jérusalem.

Les hoshaanot ou hoshannot (hébreu : הושענות) sont les cérémonies qui se tenaient lors de la fête de Souccot au temps des Temples de Jérusalem, au cours desquelles les orants faisaient le tour de l'autel des offrandes, en tenant des branches de saule qu'ils redressaient. 
Ces cérémonies, irréalisables en l'absence d'un Temple reconstruit, sont commémorées actuellement par des processions à la synagogue autour de l'estrade où se lit la Torah, en tenant les quatre espèces, tous les jours que dure la fête de Souccot, à l'exception du chabbat. On y lit des poèmes liturgiques particuliers, également appelés hoshannot.